# Brie-sous-Mortagne
Brie-sous-Mortagne è un comune francese di 271 abitanti situato nel dipartimento della Charente Marittima nella regione della Nuova Aquitania.

## Società

### Evoluzione demografica
Abitanti censiti